# شارلوت بلژیک
شارلوتِ بلژیک (انگلیسی: Charlotte of Belgium؛ ‏ ۷ ژوئن ۱۸۴۰ – ۱۹ ژانویهٔ ۱۹۲۷) که بیشتر با نام کوچک اسپانیایی‌اش کارلوتا، شناخته می‌شد، به‌واسطه تولدش و به‌طور موروثی شاهدخت بلژیک و یکی از اعضای دودمان ویتین بود که خود انشعابی از دودمان زاکسن-کوبورگ و گوتا محسوب می‌شد (به همین دلیل همچنین به‌عنوان شاهدخت زاکسن-کوبورگ و گوتا و دوشس زاکسن نیز شناخته می‌شد). به‌عنوان همسرِ آرشیدوک فردیناند ماکسیمیلیان یوزف اتریش، نائب‌السلطنه لومباردی–ونزیا و بعدها امپراتور مکزیک، او به آرشیدوشس اتریش (در ۱۸۵۷) و ملکهٔ مکزیک (در ۱۸۶۴) مبدل شد. او دختر، نوه، خواهر، خواهرزن، دخترخاله و همسر فرمانروایان حاکم یا برکنارشده در سراسر اروپا و مکزیک بود.
شارلوت با فردیناند ماکسیمیلیان یوزف، برادر کوچک امپراتور فرانتس یوزف یکم در سال ۱۸۵۶ نامزد و یکسال بعد در سال ۱۸۵۷ در کاخ سلطنتی بروکسل ازدواج کرد.
شارلوتِ بلژیک از ابتدای ازدواجش، با ملکه الیزابت اتریش-مجارستان در وین دچار اختلاف شد و زمانی که همسرش به‌عنوان نائب‌السلطنه لومباردی–ونزیا در ایتالیا منصوب شد، خوشحال شد. در این زمان، او توسط امپراتور ناپلئون سوم به‌عنوان مقام اسمی (تشریفاتی) برای امپراتوری پیشنهادی فرانسه در مکزیک انتخاب شد و شارلوت توانست شک و تردیدهای همسرش را دربارهٔ این پیشنهاد برطرف کند. ماکسیمیلیان و شارلوت به‌طور رسمی در ۱۸۶۴ به مکزیکوسیتی رسیدند، اما سلطنت آنان تنها کمی بیشتر از سه سال دوام آورد. او به همسرش کمک کرد، که اجازه می‌داد شارلوت به‌عنوان نایب‌السلطنه در غیابش در مکزیکوسیتی حکومت کند و به همین دلیل شارلوت به‌عنوان اولین زن حکمران در قاره آمریکا شناخته می‌شود. زمانی که ناپلئون سوم دستور عقب‌نشینی نیروهای نظامی کمکی فرانسه که برای حمایت از ماکسیمیلیان در نظر گرفته شده بود را صادر کرد، ماندن زوج امپراتور در مکزیک توجیه ناپذیر شد.
به ابتکار خود، شارلوت تصمیم گرفت شخصاً به اروپا سفر کند تا آخرین تلاش را برای مذاکره با پاریس و سریر مقدس انجام دهد. او در اوت ۱۸۶۶ به فرانسه رسید، اما با استنکاف و امتناع‌های پی‌درپی ناپلئون سوم و پاپ پیوس نهم مواجه شد. به‌نظر می‌رسد شکست مأموریتش در رم، وضعیت روانی او را به‌حدی تحت تأثیر قرار دهد که یک پزشک روان‌شناس پیشنهاد کرد او در قلعه میرامار بستری و تحت نظر باشد. در همین روزهایِ تحتِ حبسِ خانگی بود که ماکسیمیلیان از سلطنت برکنار و توسط بنیتو خوارس در ۱۹ ژوئن ۱۸۶۷ در کرتارو سیتی اعدام شد. شارلوت که بیوه شدنش بی‌خبر بود، به بلژیک بازگشت و به‌طور پی‌درپی در پاویون دو ترورن (در ۱۸۶۷ و دوباره در ۱۸۶۹ تا ۱۸۷۹)، کاخ لاکن (در ۱۸۶۷ تا ۱۸۶۹) و در نهایت در قلعه بوچوت در مز (از ۱۸۷۹) حبس شد و در ۴۸ سال بعدی در وضعیت روانی بسیار خراب باقی ماند و این مسئله همچنان باعث گمانه‌زنی‌ها و ایجاد شایعات زیادی شد. شارلوت در ۱۹ ژانویه ۱۹۲۷، پس از ابتلا به سینه‌پهلو ناشی از آنفلوانزا در سن ۸۶ سالگی در قلعه بوخاوت در آرامش درگذشت.
شارلوت فردی معتقد بود و مذهب جایگاه مهمی در زندگی وی داشت.
در مورد آخرین سخنان شارلوت در بستر مرگ، روایت‌های مختلفی وجود دارد:
- به گفته شاهزاده میشل یونان، او در حالی که تسبیحی در دست داشت آهی کشید و زمزمه کرد: «مکزیک.»[۱۶]
- به گفته خوزه ایتوریاگا د لا فوئنته: «به کائنات آن خارجی مو بور زیبا را یادآور شو. انشاءالله که از ما با اندوه یاد می‌شود، نه با تنفر.»[۱۷]
- به گفته اس. فان اکهاوس: «همه چیز بدون موفقیت به پایان رسید.»[۱۸][۱۹]
- به گفته کارولین دی برانسنر، یکی از خانم‌های خدمتکارش، در رابطه با اینکه در تخت‌خوابش به پشت لم داده بود؛ به‌جای آنکه طبق علاقه همیشگی‌اش روی مبل شزلون دراز کشیده باشد: «من منظورم را با واژگان نادرست بیان کردم و از این موضوع پشیمان خواهم شد.»[۱۹]